# والودیا فرانگولیان
والودیا فرانگولیان (ارمنی: Վալոդյա Ֆրանգուլյան زاده ۲۰ اکتبر ۱۹۹۲) یک کشتی‌گیر در رشته کشتی آزاد اهل ارمنستان است که در مسابقات قهرمانی کشتی اروپا در مجموع برندهٔ ۱ مدال برنز شده‌است.